# F.C. Alverca
Clube Desportivo Santa Clara portugalski je nogometni klub iz grada Alverce Do Ribateja. Utemeljen je 1. rujna 1939. godine. Trenutačno se natječe u Primeira Ligi.

## Klupski uspjesi
U sezoni 2003./04. je igrao u prvoj portugalskoj ligi, SuperLigi, ali je koncem iste sezone ispao okončavši natjecanje na 16. mjestu. Iduće sezone izborio je opstanak u Ligi de Honri, no zbog licencnih razloga nije mogao nastupiti iduće godine u navedenom natjecanju.

## Vanjske poveznice
- Official site  Arhivirana inačica izvorne stranice od 2. rujna 2020. (Wayback Machine) ([[por.]])
- Zerozero team profile ([[eng.]])